# 普拉特維爾 (加利福尼亞州)
普拉特維爾（英語：Prattville）是位於美國加利福尼亞州普盧默斯縣的一個人口普查指定地區。

## 地理
普拉特維爾的座標為39°12′29″N 120°09′24″W / 39.20806°N 120.15667°W，而該地最高點為海拔高度1382米（即4534英尺）。

## 人口
根據2010年美國人口普查的數據，普拉特維爾的面積為1.561平方千米，當中陸地面積為1.561平方千米，而水域面積為0.000平方千米。當地共有人口33人，而人口密度為每平方千米21人。